# Serie A1 2006-2007 (pallavolo femminile)
La Serie A1 italiana di pallavolo femminile 2006-2007 si è svolta dal 25 novembre 2006 al 13 giugno 2007: al torneo hanno partecipato dodici squadre di club italiane e la vittoria finale è andata per la terza volta alla Pallavolo Sirio Perugia.

## Regolamento

### Formula
Le squadre hanno disputato un girone all'italiana, con gare di andata e ritorno, per un totale di ventidue giornate; al termine della regular season:
- Le prime otto classificate hanno acceduto ai play-off scudetto, strutturati in quarti di finale, giocati al meglio di due vittorie su tre gare, semifinali e finale, entrambe giocate al meglio di tre vittorie su cinque gare.
- Le ultime due classificate sono retrocesse in Serie A2.

### Criteri di classifica
Se il risultato finale è stato di 3-0 o 3-1 sono stati assegnati 3 punti alla squadra vincente e 0 a quella sconfitta, se il risultato finale è stato di 3-2 sono stati assegnati 2 punti alla squadra vincente e 1 a quella sconfitta.
L'ordine del posizionamento in classifica è stato definito in base a:
- Punti;
- Numero di partite vinte;
- Ratio dei set vinti/persi;
- Ratio dei punti realizzati/subiti.

## Squadre partecipanti
Al campionato di Serie A1 2006-07 hanno partecipato dodici squadre: quelle neopromosse dalla Serie A2 sono state il River Volley, vincitrice del campionato, e il Jogging Volley Altamura, vincitrice dei play-off promozione.
| Club               | Città              | Palazzetto                         | Stagione precedente                                |
| ------------------ | ------------------ | ---------------------------------- | -------------------------------------------------- |
| Altamura           | Altamura           | PalaBaldassarra Altamura           | 3ª in Serie A2; Vincitrice play-off scudetto       |
| Bergamo            | Bergamo            | PalaNorda Bergamo                  | 2ª in Serie A1; Campione d'Italia                  |
| Chieri             | Chieri             | PalaMaddalene Chieri               | 6ª in Serie A1; Quarti di finale play-off scudetto |
| Forlì              | Forlì              | PalaGalassi Forlì                  | 10ª in Serie A1                                    |
| Giannino Pieralisi | Jesi               | PalaTriccoli Jesi                  | 5ª in Serie A1; Finale play-off scudetto           |
| Asystel            | Novara             | PalaDalLago Novara                 | 3ª in Serie A1; Semifinali play-off scudetto       |
| Club Padova        | Padova             | PalaArcella Padova                 | 9ª in Serie A1                                     |
| Sirio Perugia      | Perugia            | PalaEvangelisti Perugia            | 4ª in Serie A1; Quarti di finale play-off scudetto |
| Robursport Pesaro  | Pesaro             | PalaDionigi Sant'Angelo in Lizzola | 1ª in Serie A1; Semifinali play-off scudetto       |
| River              | Piacenza           | PalaFranzanti Piacenza             | 1ª in Serie A2                                     |
| Santeramo          | Santeramo in Colle | PalaCooper Santeramo in Colle      | 8ª in Serie A1; Quarti di finale play-off scudetto |
| Vicenza            | Vicenza            | Palasport Città di Vicenza Vicenza | 7ª in Serie A1; Quarti di finale play-off scudetto |

## Torneo

### Regular season

#### Risultati
| Prima giornata |                   |     |                                   |
|                |                   |     |                                   |
| 26-11          | Novara-Altamura   | 3-0 | 25-9, 25-16, 25-19                |
| 25-11          | Bergamo-Piacenza  | 3-1 | 25-21, 18-25, 25-21, 25-10        |
| 26-11          | Pesaro-Padova     | 3-1 | 25-21, 25-12, 19-25, 25-21        |
| 26-11          | Jesi-Forlì        | 3-0 | 25-14, 25-19, 25-21               |
| 26-11          | Chieri-Vicenza    | 1-3 | 23-25, 15-25, 25-17, 11-25        |
| 26-11          | Santeramo-Perugia | 3-2 | 25-23, 27-25, 21-25, 20-25, 17-15 |

| Seconda giornata |                  |     |                                   |
|                  |                  |     |                                   |
| 03-12            | Vicenza-Novara   | 1-3 | 25-15, 11-25, 20-25, 26-28        |
| 03-12            | Altamura-Pesaro  | 2-3 | 19-25, 26-24, 25-22, 14-25, 11-15 |
| 03-12            | Forlì-Bergamo    | 1-3 | 19-25, 19-25, 25-23, 20-25        |
| 03-12            | Perugia-Chieri   | 3-0 | 25-14, 25-15, 25-21               |
| 03-12            | Piacenza-Jesi    | 0-3 | 29-31, 23-25, 20-25               |
| 02-12            | Padova-Santeramo | 3-2 | 25-23, 25-12, 22-25, 24-26, 15-11 |

| Terza giornata |                   |     |                                   |
|                |                   |     |                                   |
| 10-12          | Santeramo-Bergamo | 2-3 | 25-21, 25-17, 18-25, 21-25, 16-18 |
| 10-12          | Jesi-Pesaro       | 0-3 | 25-27, 18-25, 21-25               |
| 10-12          | Forlì-Novara      | 0-3 | 12-25, 18-25, 18-25               |
| 10-12          | Chieri-Altamura   | 1-3 | 18-25, 24-26, 25-20, 22-25        |
| 09-12          | Piacenza-Perugia  | 0-3 | 14-25, 18-25, 20-25               |
| 10-12          | Padova-Vicenza    | 3-2 | 27-25, 22-25, 23-25, 25-19, 15-11 |

| Quarta giornata |                  |     |                                   |
|                 |                  |     |                                   |
| 17-12           | Pesaro-Vicenza   | 3-0 | 25-19, 25-17, 29-27               |
| 16-12           | Bergamo-Padova   | 3-1 | 26-24, 25-16, 22-25, 25-17        |
| 13-12           | Novara-Piacenza  | 3-0 | 25-23, 25-20, 25-11               |
| 17-12           | Altamura-Perugia | 1-3 | 22-25, 27-25, 20-25, 11-25        |
| 17-12           | Jesi-Santeramo   | 3-0 | 25-20, 25-11, 25-17               |
| 17-12           | Chieri-Forlì     | 3-2 | 21-25, 25-11, 25-16, 19-25, 15-11 |

| Quinta giornata |                  |     |                                  |
|                 |                  |     |                                  |
| 30-12           | Novara-Pesaro    | 3-1 | 25-17, 25-27, 25-23, 26-24       |
| 30-12           | Vicenza-Bergamo  | 0-3 | 22-25, 15-25, 20-25              |
| 29-12           | Perugia-Jesi     | 0-3 | 23-25, 24-26, 21-25              |
| 30-12           | Santeramo-Chieri | 1-3 | 22-25, 20-25, 26-24, 23-25       |
| 30-12           | Piacenza-Forlì   | 2-3 | 25-27, 25-16, 20-25, 25-15, 9-15 |
| 30-12           | Padova-Altamura  | 3-0 | 25-18, 25-22, 25-18              |

| Sesta giornata |                   |     |                                   |
|                |                   |     |                                   |
| 30-01          | Bergamo-Novara    | 1-3 | 19-25, 18-25, 25-23, 17-25        |
| 07-01          | Pesaro-Perugia    | 2-3 | 25-21, 25-23, 22-25, 23-25, 9-15  |
| 07-01          | Chieri-Piacenza   | 2-3 | 16-25, 25-22, 14-25, 25-18, 10-15 |
| 07-01          | Santeramo-Vicenza | 1-3 | 22-25, 25-18, 22-25, 20-25        |
| 06-01          | Jesi-Padova       | 3-1 | 25-20, 23-25, 25-13, 25-22        |
| 07-01          | Forlì-Altamura    | 3-2 | 25-21, 25-15, 23-25, 24-26, 15-13 |

| Settima giornata |                  |     |                            |
|                  |                  |     |                            |
| 14-01            | Pesaro-Chieri    | 3-0 | 25-22, 25-21, 25-21        |
| 14-01            | Perugia-Bergamo  | 0-3 | 22-25, 22-25, 20-25        |
| 14-01            | Novara-Santeramo | 3-0 | 25-10, 25-20, 26-24        |
| 13-01            | Altamura-Jesi    | 1-3 | 16-25, 27-25, 18-25, 23-25 |
| 14-01            | Padova-Forlì     | 3-0 | 25-19, 25-19, 25-20        |
| 14-01            | Vicenza-Piacenza | 1-3 | 25-20, 18-25, 17-25, 23-25 |

| Ottava giornata |                    |     |                            |
|                 |                    |     |                            |
| 21-01           | Bergamo-Pesaro     | 1-3 | 23-25, 25-21, 18-25, 20-25 |
| 21-01           | Chieri-Novara      | 0-3 | 24-26, 14-25, 21-25        |
| 20-01           | Forlì-Perugia      | 0-3 | 19-25, 17-25, 15-25        |
| 21-01           | Santeramo-Altamura | 3-0 | 25-18, 25-22, 25-22        |
| 21-01           | Jesi-Vicenza       | 3-0 | 25-16, 25-19, 25-17        |
| 21-01           | Piacenza-Padova    | 3-0 | 25-18, 25-22, 25-19        |

| Nona giornata |                   |     |                            |
|               |                   |     |                            |
| 28-01         | Bergamo-Chieri    | 3-0 | 25-15, 25-17, 25-19        |
| 28-01         | Pesaro-Santeramo  | 3-0 | 25-22, 25-21, 25-22        |
| 27-01         | Novara-Jesi       | 3-0 | 25-16, 25-20, 25-23        |
| 28-01         | Perugia-Padova    | 3-1 | 25-15, 24-26, 25-19, 25-19 |
| 28-01         | Vicenza-Forlì     | 3-1 | 23-25, 25-16, 27-25, 25-16 |
| 28-01         | Altamura-Piacenza | 3-0 | 25-19, 25-19, 25-23        |

| Decima giornata |                    |     |                            |
|                 |                    |     |                            |
| 04-02           | Perugia-Vicenza    | 3-0 | 25-18, 25-16, 25-16        |
| 04-02           | Jesi-Chieri        | 3-1 | 23-25, 25-23, 25-22, 25-17 |
| 04-02           | Altamura-Bergamo   | 0-3 | 21-25, 16-25, 18-25        |
| 03-02           | Forlì-Pesaro       | 0-3 | 14-25, 20-25, 20-25        |
| 04-02           | Padova-Novara      | 1-3 | 25-21, 16-25, 22-25, 21-25 |
| 04-02           | Piacenza-Santeramo | 0-3 | 24-26, 14-25, 9-25         |

| Undicesima giornata |                  |     |                                   |
|                     |                  |     |                                   |
| 11-02               | Novara-Perugia   | 3-0 | 25-16, 25-20, 25-21               |
| 11-02               | Vicenza-Altamura | 3-2 | 20-25, 25-21, 25-17, 22-25, 15-10 |
| 12-02               | Bergamo-Jesi     | 3-0 | 28-26, 26-24, 25-14               |
| 11-02               | Pesaro-Piacenza  | 3-1 | 25-19, 25-16, 17-25, 25-19        |
| 10-02               | Santeramo-Forlì  | 3-1 | 25-21, 19-25, 25-18, 25-23        |
| 11-02               | Chieri-Padova    | 3-1 | 21-25, 25-22, 25-19, 25-16        |

| Dodicesima giornata |                   |     |                                   |
|                     |                   |     |                                   |
| 18-02               | Altamura-Novara   | 3-0 | 25-17, 25-18, 26-24               |
| 17-02               | Piacenza-Bergamo  | 0-3 | 17-25, 21-25, 24-26               |
| 18-02               | Padova-Pesaro     | 3-0 | 27-25, 25-22, 25-21               |
| 18-02               | Forlì-Jesi        | 0-3 | 19-25, 16-25, 20-25               |
| 18-02               | Vicenza-Chieri    | 3-2 | 22-25, 25-19, 25-17, 18-25, 15-12 |
| 18-02               | Perugia-Santeramo | 3-0 | 25-20, 25-16, 25-22               |

| Tredicesima giornata |                  |     |                     |
|                      |                  |     |                     |
| 25-02                | Novara-Vicenza   | 3-0 | 25-22, 25-22, 25-12 |
| 25-02                | Pesaro-Altamura  | 3-0 | 25-15, 25-19, 25-18 |
| 25-02                | Bergamo-Forlì    | 3-0 | 25-19, 25-22, 25-21 |
| 24-02                | Chieri-Perugia   | 0-3 | 18-25, 22-25, 20-25 |
| 25-02                | Jesi-Piacenza    | 3-0 | 25-22, 25-17, 25-20 |
| 24-02                | Santeramo-Padova | 0-3 | 19-25, 20-25, 21-25 |

| Quattordicesima giornata |                   |     |                                   |
|                          |                   |     |                                   |
| 11-03                    | Bergamo-Santeramo | 3-0 | 25-20, 25-20, 25-22               |
| 10-03                    | Pesaro-Jesi       | 2-3 | 25-23, 23-25, 23-25, 25-16, 13-15 |
| 10-03                    | Novara-Forlì      | 3-0 | 25-19, 25-18, 25-20               |
| 11-03                    | Altamura-Chieri   | 0-3 | 28-30, 20-25, 21-25               |
| 10-03                    | Perugia-Piacenza  | 3-0 | 25-12, 25-22, 25-16               |
| 11-03                    | Vicenza-Padova    | 3-2 | 25-23, 22-25, 28-26, 15-25, 15-9  |

| Quindicesima giornata |                  |     |                                   |
|                       |                  |     |                                   |
| 17-03                 | Vicenza-Pesaro   | 0-3 | 21-25, 12-25, 20-25               |
| 18-03                 | Padova-Bergamo   | 1-3 | 19-25, 25-23, 20-25, 23-25        |
| 14-03                 | Piacenza-Novara  | 1-3 | 19-25, 21-25, 25-17, 25-27        |
| 21-03                 | Perugia-Altamura | 3-0 | 25-17, 25-17, 25-21               |
| 18-03                 | Santeramo-Jesi   | 2-3 | 27-25, 25-18, 17-25, 14-25, 10-15 |
| 18-03                 | Forlì-Chieri     | 1-3 | 26-24, 28-30, 19-25, 21-25        |

| Sedicesima giornata |                  |     |                                   |
|                     |                  |     |                                   |
| 24-03               | Pesaro-Novara    | 3-2 | 25-27, 25-21, 27-25, 23-25, 15-11 |
| 20-03               | Bergamo-Vicenza  | 2-3 | 25-23, 14-25, 25-17, 20-25, 13-15 |
| 25-03               | Jesi-Perugia     | 3-1 | 20-25, 26-24, 25-22, 25-22        |
| 25-03               | Chieri-Santeramo | 3-0 | 25-12, 25-21, 25-18               |
| 25-03               | Forlì-Piacenza   | 1-3 | 25-20, 18-25, 16-25, 20-25        |
| 25-03               | Altamura-Padova  | 3-0 | 25-21, 25-23, 25-22               |

| Diciassettesima giornata |                   |     |                            |
|                          |                   |     |                            |
| 07-04                    | Novara-Bergamo    | 3-1 | 14-25, 25-18, 25-21, 25-23 |
| 06-04                    | Perugia-Pesaro    | 3-0 | 25-12, 25-18, 25-22        |
| 07-04                    | Piacenza-Chieri   | 0-3 | 22-25, 22-25, 24-26        |
| 07-04                    | Vicenza-Santeramo | 3-1 | 22-25, 25-20, 25-21, 25-22 |
| 07-04                    | Padova-Jesi       | 1-3 | 22-25, 22-25, 25-23, 23-25 |
| 07-04                    | Altamura-Forlì    | 3-0 | 25-23, 25-17, 25-20        |

| Diciottesima giornata |                  |     |                                   |
|                       |                  |     |                                   |
| 15-04                 | Chieri-Pesaro    | 1-3 | 25-19, 23-25, 21-25, 24-26        |
| 14-04                 | Bergamo-Perugia  | 3-1 | 25-16, 16-25, 26-24, 25-15        |
| 15-04                 | Santeramo-Novara | 2-3 | 25-19, 25-21, 20-25, 21-25, 10-15 |
| 15-04                 | Jesi-Altamura    | 3-0 | 25-21, 25-12, 25-20               |
| 15-04                 | Forlì-Padova     | 0-3 | 20-25, 19-25, 24-26               |
| 15-04                 | Piacenza-Vicenza | 1-3 | 25-23, 19-25, 19-25, 18-25        |

| Diciannovesima giornata |                    |     |                                   |
|                         |                    |     |                                   |
| 21-04                   | Pesaro-Bergamo     | 3-0 | 25-12, 25-15, 25-21               |
| 22-04                   | Novara-Chieri      | 3-0 | 25-16, 25-22, 25-20               |
| 22-04                   | Perugia-Forlì      | 3-0 | 25-23, 25-18, 25-22               |
| 22-04                   | Altamura-Santeramo | 2-3 | 22-25, 25-23, 25-18, 15-25, 15-17 |
| 22-04                   | Vicenza-Jesi       | 0-3 | 23-25, 16-25, 13-25               |
| 22-04                   | Padova-Piacenza    | 3-0 | 25-21, 25-21, 25-21               |

| Ventesima giornata |                   |     |                                   |
|                    |                   |     |                                   |
| 25-04              | Chieri-Bergamo    | 0-3 | 25-27, 16-25, 21-25               |
| 25-04              | Santeramo-Pesaro  | 0-3 | 21-25, 20-25, 14-25               |
| 25-04              | Jesi-Novara       | 3-0 | 25-20, 25-23, 25-17               |
| 25-04              | Padova-Perugia    | 0-3 | 16-25, 18-25, 18-25               |
| 25-04              | Forlì-Vicenza     | 3-2 | 20-25, 20-25, 25-23, 25-13, 15-8  |
| 25-04              | Piacenza-Altamura | 3-2 | 28-26, 16-25, 25-18, 23-25, 15-13 |

| Ventunesima giornata |                    |     |                            |
|                      |                    |     |                            |
| 29-04                | Vicenza-Perugia    | 0-3 | 13-25, 19-25, 16-25        |
| 28-04                | Chieri-Jesi        | 3-0 | 25-20, 25-15, 25-23        |
| 28-04                | Bergamo-Altamura   | 3-1 | 25-14, 25-14, 24-26, 25-12 |
| 28-04                | Pesaro-Forlì       | 3-0 | 25-21, 25-21, 25-12        |
| 29-04                | Novara-Padova      | 3-0 | 25-9, 26-24, 25-18         |
| 29-04                | Santeramo-Piacenza | 3-0 | 30-28, 25-21, 25-13        |

| Ventiduesima giornata |                  |     |                                   |
|                       |                  |     |                                   |
| 06-05                 | Perugia-Novara   | 3-0 | 25-13, 25-13, 25-18               |
| 06-05                 | Altamura-Vicenza | 3-0 | 25-21, 25-18, 25-18               |
| 06-05                 | Jesi-Bergamo     | 3-2 | 25-20, 14-25, 20-25, 25-16, 15-13 |
| 06-05                 | Piacenza-Pesaro  | 0-3 | 23-25, 23-25, 19-25               |
| 06-05                 | Forlì-Santeramo  | 3-2 | 25-15, 22-25, 24-26, 25-15, 15-10 |
| 06-05                 | Padova-Chieri    | 0-3 | 17-25, 23-25, 26-28               |

#### Classifica
| Pos. | Squadra            | Pt | G  | V  | P  | SV | SP | Ratio | PF    | PS    | Ratio |
| ---- | ------------------ | -- | -- | -- | -- | -- | -- | ----- | ----- | ----- | ----- |
| 1.   | Asystel            | 54 | 22 | 18 | 4  | 56 | 20 | 2.800 | 1 776 | 1 552 | 0.757 |
| 2.   | Giannino Pieralisi | 51 | 22 | 18 | 4  | 54 | 23 | 2.347 | 1 803 | 1 616 | 1.115 |
| 3.   | Robursport Pesaro  | 51 | 22 | 17 | 5  | 56 | 23 | 2.434 | 1 858 | 1 644 | 1.130 |
| 4.   | Bergamo            | 49 | 22 | 16 | 6  | 55 | 26 | 2.115 | 1 862 | 1 681 | 1.107 |
| 5.   | Sirio Perugia      | 48 | 22 | 16 | 6  | 52 | 22 | 2.363 | 1 758 | 1 472 | 1.194 |
| 6.   | Chieri             | 28 | 22 | 9  | 13 | 35 | 44 | 0.795 | 1 723 | 1 786 | 0.964 |
| 7.   | Vicenza            | 25 | 22 | 9  | 13 | 33 | 52 | 0.634 | 1 754 | 1 899 | 0.923 |
| 8.   | Club Padova        | 23 | 22 | 8  | 14 | 34 | 46 | 0.739 | 1 743 | 1 833 | 0.950 |
| 9.   | Altamura           | 23 | 22 | 6  | 16 | 31 | 49 | 0.632 | 1 652 | 1 841 | 0.897 |
| 10.  | Santeramo          | 21 | 22 | 6  | 16 | 31 | 53 | 0.584 | 1 751 | 1 904 | 0.919 |
| 11.  | River              | 14 | 22 | 5  | 17 | 21 | 57 | 0.368 | 1 623 | 1 807 | 0.898 |
| 12.  | Forlì              | 9  | 22 | 4  | 18 | 19 | 62 | 0.306 | 1 618 | 1 886 | 0.857 |

| Qualificata ai play-off scudetto | Retrocessa in Serie A2 |

### Play-off scudetto

#### Tabellone
|  | Quarti di finale | Quarti di finale  | Quarti di finale   | Quarti di finale   | Quarti di finale |   |                    | Semifinali | Semifinali | Semifinali | Semifinali | Semifinali | Semifinali | Semifinali |  |  | Finali | Finali        | Finali | Finali | Finali | Finali | Finali |
|  |                  |                   |                    |                    |                  |   |                    |            |            |            |            |            |            |            |  |  |        |               |        |        |        |        |        |
|  | 1                | Asystel           | 3                  | 2                  | 3                |   |                    |            |            |            |            |            |            |            |  |  |        |               |        |        |        |        |        |
|  | 8                | Club Padova       | 0                  | 3                  | 0                |   |                    |            |            |            |            |            |            |            |  |  |        |               |        |        |        |        |        |
|  | 8                | Club Padova       | 0                  | 3                  | 0                |   | 1                  | Asystel    | 1          | 1          | 3          | 1          |            |            |  |  |        |               |        |        |        |        |        |
|  |                  |                   |                    |                    |                  |   | 1                  | Asystel    | 1          | 1          | 3          | 1          |            |            |  |  |        |               |        |        |        |        |        |
|  |                  | 5                 | Sirio Perugia      | 3                  | 3                | 0 | 3                  |            |            |            |            |            |            |            |  |  |        |               |        |        |        |        |        |
|  | 4                | 5                 | Sirio Perugia      | 3                  | 3                | 0 | 3                  | Bergamo    | 1          | 1          |            |            |            |            |  |  |        |               |        |        |        |        |        |
|  | 4                |                   |                    |                    |                  |   |                    | Bergamo    | 1          | 1          |            |            |            |            |  |  |        |               |        |        |        |        |        |
|  | 5                | Sirio Perugia     | 3                  | 3                  |                  |   |                    |            |            |            |            |            |            |            |  |  |        |               |        |        |        |        |        |
|  |                  |                   |                    |                    |                  |   |                    |            |            |            |            |            |            |            |  |  | 5      | Sirio Perugia | 3      | 3      | 3      |        |        |
|  |                  |                   | 2                  | Giannino Pieralisi | 2                | 0 | 0                  |            |            |            |            |            |            |            |  |  |        |               |        |        |        |        |        |
|  | 3                | Robursport Pesaro | 3                  | 3                  |                  |   |                    |            |            |            |            |            |            |            |  |  |        |               |        |        |        |        |        |
|  | 6                | Chieri            | 0                  | 0                  |                  |   |                    |            |            |            |            |            |            |            |  |  |        |               |        |        |        |        |        |
|  | 6                | Chieri            | 0                  | 0                  |                  | 3 | Robursport Pesaro  | 2          | 1          | 0          |            |            |            |            |  |  |        |               |        |        |        |        |        |
|  |                  |                   |                    |                    |                  | 3 | Robursport Pesaro  | 2          | 1          | 0          |            |            |            |            |  |  |        |               |        |        |        |        |        |
|  |                  | 2                 | Giannino Pieralisi | 3                  | 3                | 3 |                    |            |            |            |            |            |            |            |  |  |        |               |        |        |        |        |        |
|  | 2                | 2                 | Giannino Pieralisi | 3                  | 3                | 3 | Giannino Pieralisi | 3          | 3          |            |            |            |            |            |  |  |        |               |        |        |        |        |        |
|  | 2                |                   |                    |                    |                  |   | Giannino Pieralisi | 3          | 3          |            |            |            |            |            |  |  |        |               |        |        |        |        |        |
|  | 7                | Vicenza           | 0                  | 1                  |                  |   |                    |            |            |            |            |            |            |            |  |  |        |               |        |        |        |        |        |

#### Risultati
| Quarti di finale |                 |     |                            |
|                  |                 |     |                            |
| 09-05            | Novara-Padova   | 3-0 | 25-18, 25-18, 25-18        |
| 09-05            | Bergamo-Perugia | 1-3 | 16-25, 20-25, 25-23, 22-25 |
| 09-05            | Vicenza-Jesi    | 0-3 | 8-25, 24-26, 16-25         |
| 09-05            | Pesaro-Chieri   | 3-0 | 30-28, 25-18, 35-33        |

| 13-05 | Padova-Novara   | 3-2 | 25-23, 26-24, 22-25, 20-25, 16-14 |
| 13-05 | Perugia-Bergamo | 3-1 | 25-18, 25-15, 19-25, 25-22        |
| 13-05 | Jesi-Vicenza    | 3-1 | 25-27, 25-12, 25-17, 25-13        |
| 13-05 | Chieri-Pesaro   | 0-3 | 27-29, 15-25, 23-25               |

| 16-05 | Novara-Padova | 3-0 | 25-20, 25-21, 25-19 |

| Semifinali |                |     |                                   |
|            |                |     |                                   |
| 20-05      | Novara-Perugia | 1-3 | 25-21, 18-25, 14-25, 21-25        |
| 19-05      | Jesi-Pesaro    | 3-2 | 25-12, 20-25, 20-25, 25-23, 15-11 |

| 23-05 | Perugia-Novara | 3-1 | 22-25, 25-21, 25-17, 25-19 |
| 23-05 | Pesaro-Jesi    | 1-3 | 19-25, 25-22, 21-25, 18-25 |

| 27-05 | Novara-Perugia | 3-0 | 25-18, 25-19, 25-22 |
| 27-05 | Jesi-Pesaro    | 3-0 | 25-18, 25-23, 29-27 |

| 30-05 | Perugia-Novara | 3-1 | 20-25, 25-23, 25-19, 25-20 |

| Finale |              |     |                                   |
|        |              |     |                                   |
| 06-06  | Jesi-Perugia | 2-3 | 23-25, 25-15, 21-25, 25-22, 13-15 |
| 10-06  | Perugia-Jesi | 3-0 | 25-23, 25-20, 25-22               |
| 13-06  | Jesi-Perugia | 0-3 | 18-25, 13-25, 27-29               |

## Verdetti
- Sirio Perugia Campione d'Italia 2006-07 e qualificata alla Champions League 2007-08.
- Asystel e  Giannino Pieralisi qualificate alla Champions League 2007-08.
- Robursport Pesaro qualificata alla Coppa CEV 2007-08.
- Vicenza qualificata alla Challenge Cup 2007-08.
- River e  Forlì retrocesse in Serie A2 2007-08.

## Statistiche
| Rendimento individuale | Rendimento individuale | Rendimento individuale | Rendimento individuale |
| Pos.                   | Nome                   | Punti                  | Squadra                |
| ---------------------- | ---------------------- | ---------------------- | ---------------------- |
| 1                      | Sheilla de Castro      | 366                    | Robursport Pesaro      |
| 2                      | Érika Coimbra          | 360                    | Chieri                 |
| 3                      | Mirka Francia          | 349                    | Sirio Perugia          |
| 4                      | Elisa Togut            | 333                    | Giannino Pieralisi     |
| 5                      | Antonina Zetova        | 325                    | Sirio Perugia          |
| 5                      | Angelina Grün          | 325                    | Bergamo                |
| 7                      | Nadia Centoni          | 318                    | Club Padova            |
| 8                      | Marianne Steinbrecher  | 301                    | Robursport Pesaro      |
| 9                      | Carolina Costagrande   | 394                    | Robursport Pesaro      |
| 10                     | Elena Koleva           | 393                    | River                  |

| Attacchi vincenti | Attacchi vincenti     | Attacchi vincenti | Attacchi vincenti  |
| Pos.              | Nome                  | Punti             | Squadra            |
| ----------------- | --------------------- | ----------------- | ------------------ |
| 1                 | Sheilla de Castro     | 310               | Robursport Pesaro  |
| 2                 | Érika Coimbra         | 307               | Chieri             |
| 3                 | Mirka Francia         | 300               | Sirio Perugia      |
| 4                 | Elisa Togut           | 295               | Giannino Pieralisi |
| 5                 | Nadia Centoni         | 286               | Club Padova        |
| 6                 | Angelina Grün         | 272               | Bergamo            |
| 7                 | Antonina Zetova       | 269               | Sirio Perugia      |
| 8                 | Taismary Agüero       | 259               | Asystel            |
| 9                 | Elena Koleva          | 258               | River              |
| 10                | Marianne Steinbrecher | 256               | Robursport Pesaro  |

| Muri vincenti | Muri vincenti      | Muri vincenti | Muri vincenti     |
| Pos.          | Nome               | Punti         | Squadra           |
| ------------- | ------------------ | ------------- | ----------------- |
| 1             | Monica Marulli     | 89            | Santeramo         |
| 2             | Elena Busso        | 83            | River             |
| 3             | Sara Anzanello     | 63            | Asystel           |
| 3             | Kinga Maculewicz   | 63            | Robursport Pesaro |
| 3             | Maja Poljak        | 63            | Bergamo           |
| 6             | Giovanna Baliana   | 62            | Chieri            |
| 7             | Martina Guiggi     | 57            | Robursport Pesaro |
| 7             | Kateřina Bucková   | 57            | Club Padova       |
| 7             | Jevhenija Duškevyč | 57            | Santeramo         |
| 10            | Erin Aldrich       | 50            | Altamura          |

| Battute vincenti | Battute vincenti     | Battute vincenti | Battute vincenti   |
| Pos.             | Nome                 | Punti            | Squadra            |
| ---------------- | -------------------- | ---------------- | ------------------ |
| 1                | Anja Spasojević      | 25               | Asystel            |
| 2                | Kinga Maculewicz     | 22               | Robursport Pesaro  |
| 2                | Érika Coimbra        | 22               | Chieri             |
| 4                | Simona Rinieri       | 21               | Giannino Pieralisi |
| 5                | Sheilla de Castro    | 18               | Robursport Pesaro  |
| 6                | Ilaria Garzaro       | 17               | Forlì              |
| 6                | Jelena Nikolić       | 17               | Club Padova        |
| 6                | Kateřina Bucková     | 17               | Club Padova        |
| 9                | Katarzyna Skowrońska | 16               | Asystel            |
| 9                | Angelina Grün        | 16               | Bergamo            |
| 9                | Tetjana Voronina     | 16               | Altamura           |

| Ricezioni perfette | Ricezioni perfette   | Ricezioni perfette | Ricezioni perfette |
| Pos.               | Nome                 | Punti              | Squadra            |
| ------------------ | -------------------- | ------------------ | ------------------ |
| 1                  | Monica De Gennaro    | 297                | Vicenza            |
| 2                  | Sônia Benedito       | 293                | Santeramo          |
| 3                  | Mia Jerkov           | 291                | Forlì              |
| 4                  | Maurizia Borri       | 288                | Chieri             |
| 5                  | Áurea Cruz           | 287                | Altamura           |
| 6                  | Noemi Porzio         | 268                | Santeramo          |
| 7                  | Isabella Zilio       | 261                | Giannino Pieralisi |
| 8                  | Monica Tripiedi      | 261                | River              |
| 9                  | Jelena Nikolić       | 257                | Club Padova        |
| 10                 | Valentina Fiorin     | 232                | Chieri             |
| 10                 | Carolina Costagrande | 232                | Robursport Pesaro  |

NB: I dati sono riferiti esclusivamente alla regular season.